# Phasmahyla cochranae
Phasmahyla cochranae é uma espécie de anfíbio da família Phyllomedusidae. Endêmica do Brasil, pode ser encontrada na Serra do Mar e na Serra da Mantiqueira nos estados de São Paulo, Minas Gerais e São Paulo.